# Jonah Hex (film)

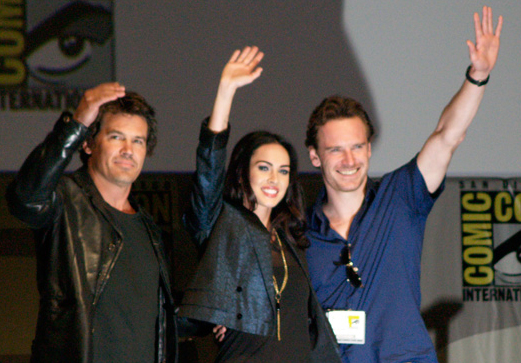
Josh Brolin, Megan Fox en Michael Fassbender tijdens de promotie van Jonah Hex (2010)

Jonah Hex is een bovennatuurlijke westernfilm onder regie van Jimmy Hayward. De Amerikaanse première was op 18 juni 2010. Het verhaal is gebaseerd op de gelijknamige stripreeks van DC Comics. De rol van het titelpersonage wordt in de film vertolkt door Josh Brolin.

## Verhaal
Jonah Hex is een cowboy met een verminkt gezicht. Ooit vocht hij tijdens de Amerikaanse Burgeroorlog mee aan de zijde van de Confederatie. Nu is hij een premiejager die op zoek gaat naar Quentin Turnbull, een oude vijand van Hex.

## Rolverdeling
- Josh Brolin - Jonah Hex
- Megan Fox - Lilah Black
- John Malkovich - Quentin Turnbull
- Michael Fassbender - Burke
- Michael Shannon - Doc Cross Williams
- Will Arnett - Luitenant Grass
- John Gallagher Jr. - Luitenant Evan
- Tom Wopat - Kolonel Slocum
- Wes Bentley - Adleman Lusk
- Julia Jones - Cassie
- Luke James Fleischmann - Travis
- Rio Hackford - Grayden Nash
- Billy Blair - Billy
- Sean Boyd - Preacher
- Aidan Quinn - President Grant

## Trivia
- Acteur Thomas Jane wilde ook graag de hoofdrol spelen. Hij liet foto's van zichzelf nemen in een toepasselijk kostuum en met de nodige make-up. Jane speelde eerder stripfiguur Frank Castle in The Punisher (2004).
- Emile Hirsch was een van de andere kanshebbers om Jonah Hex te spelen.
- De stripfiguur Jonah Hex is gebaseerd op filmpersonages als The Man with No Name uit de Dollartrilogie van Sergio Leone.